# نبرد ارزروم (۱۸۲۱)
نبرد ارزروم (انگلیسی: Battle of Erzurum) به‌عنوان بخشی از درگیری ایران و عثمانی در سال ۱۸۲۱ م رخ داد. ایرانیان به فرماندهی نایب‌السلطنه عباس میرزا شکست سختی را بر رقیب خود عثمانی در نزدیکی ارزروم وارد، و پیروزی ایران را تضمین کردند. ایرانیان بیش از ۳۰۰۰۰ نفر به فرماندهی ولیعهد عباس میرزا در برابر ترکان با ۵۰۰۰۰ نفر بودند. ارتش ایران به‌تازگی تحت نوسازی جدید با توجه به نمونه‌های مدرن اروپایی و با فرماندهی برادر عباس میرزا محمدعلی دولتشاه قرار گرفته بود، که به‌عنوان بخشی از سیاست مدرن‌سازی موسوم به «نظام جدید» شناخته می‌شود.

## همچنین ببینید
محاصره بغداد(۱۸۲۱)